# Biennale w São Paulo

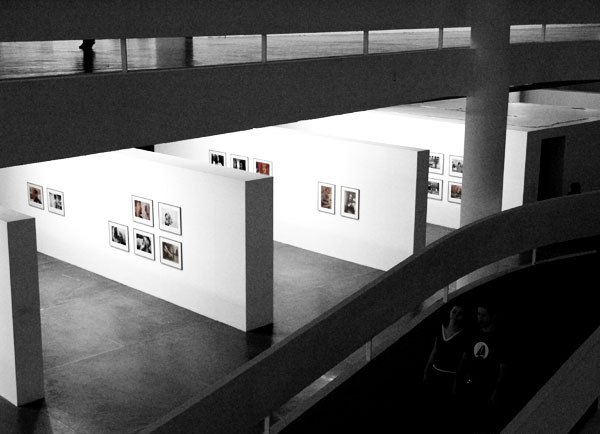
27. Biennale w São Paulo – 2006

Biennale w São Paulo (port. Bienal de São Paulo, poprzednio Bienal Internacional de Arte de São Paulo) – organizowana co dwa lata w Brazylii, począwszy od roku 1951, impreza artystyczna wzorowana na odbywającym się od 1895 roku biennale w Wenecji.
Pomysłodawcą i pierwszym organizatorem wystawy był brazylijski przemysłowiec pochodzenia włoskiego Ciccillo Matarazzo (1898-1977). Od 1957 impreza odbywa się w parku Ibirapuera w budynku nazwanym jego imieniem (Pavilhão Ciccillo Matarazzo). Budynek ten został zaprojektowany przez grupę architektów pod przewodnictwem Oscara Niemeyera oraz Hélio Uchôa i oferuje 30 000 m² powierzchni wystawienniczej.
Celem wystawy było pierwotnie zaznajomienie brazylijskiej publiczności ze sztuką współczesną (zwłaszcza sztuką zachodnioeuropejską i amerykańską), umożliwienie prowincjonalnym twórcom debiutu na arenie ogólnokrajowej oraz uczynienie miasta São Paulo międzynarodowym ośrodkiem sztuki. Obecnie na wystawie prezentowane są zarówno dzieła artystów brazylijskich, jak i artystów z innych krajów świata. Wystawa uznawana jest za jedno z najważniejszych wydarzeń artystycznych w Brazylii.
Od 1973 r. w São Paulo odbywają się także Międzynarodowe Biennale Architektury i Wzornictwa (International Biennial for Architecture and Design) jako impreza towarzysząca biennale sztuki.